# 竹間千ノ美
竹間 千ノ美（たけま ちのみ）は、日本の声優、舞台女優。

## 人物
2012年10月、ひと美やキドカヲルと共に「MiMiRu-☆」というユニットを結成し、自主制作CDのリリース、ステージ、ネットラジオなどの活動をしている。

## 出演
太字はメインキャラクター。

### テレビアニメ
- 楽しいムーミン一家 冒険日記（1991年 - 1992年、メリサ、村人）
- SHUFFLE!（2005年 - 2007年、紅薔薇撫子[2][3]） - 2シリーズ
- らぶドル Lovely Idol（2006年、真理子[4]）

### ゲーム
- チョコットランド（金色の魔女ウィッカ）
- きのこれR〜第二次きのこたけのこ百年戦争〜
- おかえりっ!〜夕凪色の恋物語〜（2001年、立花亜紀、お婆さん）
- すずり先生と26個のエッチなおっぱい（2004年、遥海園子） - 18禁作品
- イースV -Lost Kefin, Kingdom of Sand-（2005年、アルガ）
- らぶドル 〜Lovely Idol〜（2005年、真理子）
- SHUFFLE! ON THE STAGE（2005年、紅薔薇撫子）
- Really? Really! リアリアDS（2009年、紅薔薇撫子）
- カタハネ ―An' call Belle―（2018年、シルヴィア・ペレッツ）

### ドラマCD
- SAMURAI SPIRITS 2 アスラ斬魔伝 ドラマCD（1998年、叶の母トミ）
- ドラマCD 侍魂 SAMURAI SPIRITS（遊郭の女）
- ATHENA 〜Awakening from the ordinary life〜（アナウンス）
- ドラマCD 幕末浪漫第二幕 月華の剣士 〜月に咲く華、散りゆく花〜（女）
- ドラマCD 幻想水滸伝 Vol.2（クレオ）
- 闇を切り裂く白銀（石崎美里亜）
- CDドラマコレクション「最遊記」2
- 魔女っ娘戦隊MiMiRu-☆vol,1 - 4（2012年 - 2016年、ちのみ）

### ラジオ
※はインターネット配信。
- MiMiRu-☆らじお（2012年10月 - 2013年1月）
- MiMiRu-☆らじおS（2013年2月 - 2014年8月）
- MiMiRu-☆らじおR（2013年10月 - 2014年1月）
- Hyper!MiMiRu-☆らじお（？年）

#### ラジオCD
- MiMiRu-☆らじお総集編
- MiMiRu-☆らじおS&R総集編
- MiMiRu-☆と慎ちゃんのRINGO de BINGO!（2016年8月14日）

## ディスコグラフィ

### キャラクターソング
| 発売日         | 商品名                                                              | 歌                       | 楽曲            | 備考                                  |
| -------------- | ------------------------------------------------------------------- | ------------------------ | --------------- | ------------------------------------- |
| 2004年10月27日 | SHUFFLE! キャラクターイメージヴォーカルアルバム「シャッフルタイム」 | 紅薔薇撫子（竹間千ノ美） | 「Ambivalence」 | テレビアニメ『SHUFFLE!』関連曲        |
| 2006年3月24日  | SHUFFLE! ON THE STAGE Character Vocal Album                         | 紅薔薇撫子（竹間千ノ美） | 「この胸に」    | ゲーム『SHUFFLE! ON THE STAGE』関連曲 |

### その他参加楽曲
| 発売日   | 商品名                    | 歌                   | 楽曲                 | 備考                                               |
| 2012年   | 2012年                    | 2012年               | 2012年               | 2012年                                             |
| -------- | ------------------------- | -------------------- | -------------------- | -------------------------------------------------- |
| 12月31日 | 魔女っ娘戦隊MiMiRu-☆vol,1 | MiMiRu-☆             | 「Fly High!」        | ドラマCD『魔女っ娘戦隊MiMiRu-☆』オープニングテーマ |
| 12月31日 | 魔女っ娘戦隊MiMiRu-☆vol,1 | MiMiRu-☆             | 「愛の戦士MiMiRu-☆」 | ドラマCD『魔女っ娘戦隊MiMiRu-☆』エンディングテーマ |
| 201？年  |                           |                      |                      |                                                    |
|          | 魔女っ娘戦隊MiMiRu-☆vol,2 | ちのみ（竹間千ノ美） | 「Precious time」    |                                                    |
|          | 魔女っ娘戦隊MiMiRu-☆vol,3 | MiMiRu-☆             | 「絆のパワー」       |                                                    |
| 2015年   |                           |                      |                      |                                                    |
| 10月5日  | 太陽に向かって            | MiMiRu-☆             | 「太陽に向かって」   |                                                    |
| 2016年   |                           |                      |                      |                                                    |
| 12月     | 魔女っ娘戦隊MiMiRu-☆vol,4 | MiMiRu-☆合唱団       | 「旅立ちの歌」       |                                                    |

### ユニットメンバー
1. 1 2 3  ひと美、竹間千ノ美、キドカヲル